# Гейккі Паасонен
Ге́йккі Паа́сонен (фін. Heikki Paasonen; *2 січня 1865, Міккелі — †24 серпня 1919, Гельсінкі) — фінський мовознавець, фольклорист, перекладач.
Кандидат філософії (1888), доцент (1893), професор (1904).

## Біографія і науковий доробок
Гейккі Паасонен народився в сім'ї підприємця. З 1881 року займався класичною філософією в Гельсингфорському університеті. Досліджував фіно-угорські мови, вивчав історичну фонетику фіно—угорських та самодійських мов, аспекти спорідненості індоєвропейської групи мов, проблему прабатьківщини фіно-угрів.
Значну частину наукового доробку Паасонена складають дослідження в галузі мордовських мов (ерзянської та мокшанської), фольклору. Майже 2 роки збирав мовний і фольклорний матеріал у ерзянських та мокшанських селах Пензенської, Самарської, Симбірської, Нижньогородської, Тамбовської, Саратовської , Оренбурзької, Казанської губерній.
Паасонен зробив внесок у вивчення системи ерзянської та мокшанської мови, встановив етимологічні зв'язки багатьох слів ерзянської, угорської, фінської, естонської та інших фіно-угорських мов, дослідив мову ерзян—каратаїв, тюркських запозичень у мордовських мовах.
1908 року видав в Угорщині чувасько-угорсько-німецький словник, який у перекладі турецькою мовою був виданий у Стамбулі, 1974 року його перевидано в Угорщині.
З 1932 року за фольклорними рукописами Паасонена під керівництвом Пааво Равіла видано 8 томів «Mordwinische Volksdichtung» («Мордовська народна поезія»), куди увійшли казки, балади, поховальні, поминальні пісні, легенди, замовляння, загадки, прислів'я. Тексти подано в транскрипції та перекладено німецькою мовою.
У Фінляндії продовжується обробка і підготовка рукописів Паасонена до видання. За діалектами, що були зібрані науковцем, видано «Mordwinisches Werterbuch» — «Мордовський словник» у 4—х томах.

## Праці
- Mordwinische Lautlehre. Akademische Abhandlung. — Helsingfor, 1893
- Mordwinische Chrestomathie mit Clossar und grammatikalischem Abriss. — Helsinki, 1909